# الدين في الجبل الأسود
الدين في مونتنيغرو (2011)
يشير الدين في الجبل الأسود إلى مختلف مجتمعات أتباع المنظمات الدينية المختلفة في الجبل الأسود. تعد المسيحية الأرثوذكسية الشرقية الطائفة الدينية السائدة في الجبل الأسود، إضافة إلى وجود أعداد كبيرة من أتباع الكنيسة الرومانية الكاثوليكية والمسلمين أيضا. الكنيسة المهيمنة هي الكنيسة الأرثوذكسية الصربية على الرغم من وجود آثار سابقة لتشكيل الكنيسة الأرثوذكسية في الجبل الأسود.

## التوزيع
فيما يلي نتائج تعداد سكان الجبل الأسود لعام 2011 حسب الجماعات العرقية، وهو آخر إحصاء كانت فيه الإجابة عن سؤال الهوية الدينية (سواء معتنقا لإحدى الديانات أو لاديني) إجبارية، والنتائج كانت كالتالي :
| الجماعات العرقية (عن طريق الاعتراف) | المجموع | المجموع | مونتينيغريون | مونتينيغريون | الصرب  | الصرب | البوشناق | البوشناق | الألبان | الألبان | غجر   | غجر  | الكروات | الكروات |
| الجماعات العرقية (عن طريق الاعتراف) | العدد   | ٪       | العدد        | ٪            | العدد  | ٪     | العدد    | ٪        | العدد   | ٪       | العدد | ٪    | العدد   | ٪       |
| ----------------------------------- | ------- | ------- | ------------ | ------------ | ------ | ----- | -------- | -------- | ------- | ------- | ----- | ---- | ------- | ------- |
| الأرثوذكسية                         | 446858  | 72.1    | 248523       | 88.7         | 177091 | 98.3  | 11       | 0.0      | 37      | 0.1     | 516   | 8.2  | 90      | 1.5     |
| الإسلام                             | 118477  | 19.1    | 12931        | 4.6          | 79     | 0.0   | 74343    | 99.7     | 22267   | 73.1    | 5034  | 80.5 | 3       | 0.0     |
| الكاثوليكية                         | 21299   | 3.4     | 5667         | 2.0          | 116    | 0.6   | 3        | 0.0      | 7954    | 26.1    | 13    | 0.2  | 5527    | 91.8    |
| البروتستانتية                       | 1601    | 0.4     | 921          | 0.3          | 262    | 0.1   |          |          | 36      | 0.1     | 2     | 0.0  | 2       | 0.0     |
| إلحاد / لاأدرية                     | 9005    | 3.3     | 6393         | 2.3          | 697    | 0.4   | 108      | 0.1      | 35      | 0.1     | 1     | 0.0  | 224     | 3.7     |

## المسيحية

### الأرثوذكسية الشرقية

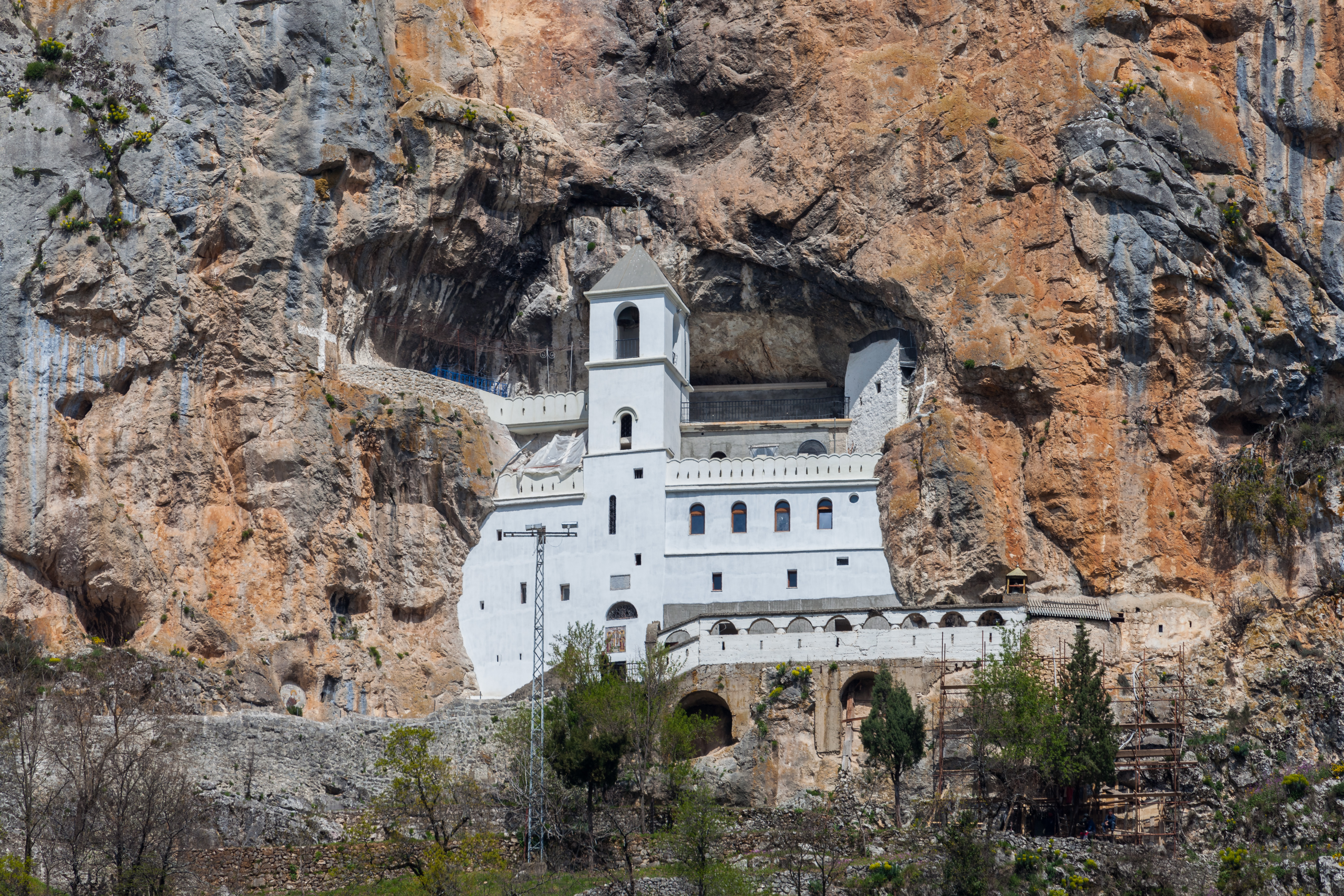
دير أوستروج

المسيحية الأرثوذكسية الشرقية هي الديانة السائدة في الجبل الأسود. أتباع الأرثوذكسية الشرقية في الجبل الأسود هم في الغالب من المونتينيغريين والصرب. الصرب من سكان الجبل الأسود هم أتباع للكنيسة الأرثوذكسية الصربية وأبرشياتها في الجبل الأسود : أسقفية الجبل الأسود والساحل، وأبرشية بوديميليا ونيكيتش، وأجزاء من أبرشية ميليشيفا، وأجزاء من أبرشية زيلملي في الهرسك. ينقسم الجبل الأسود من حيث الإثنية بين الكنيسة الأرثوذكسية الصربية والكنيسة الأرثوذكسية المستقلة في الجبل الأسود (وهي كنيسة انشقاقية وغير قانونية وغير معترف بها). 

### الكنيسة الكاثوليكية

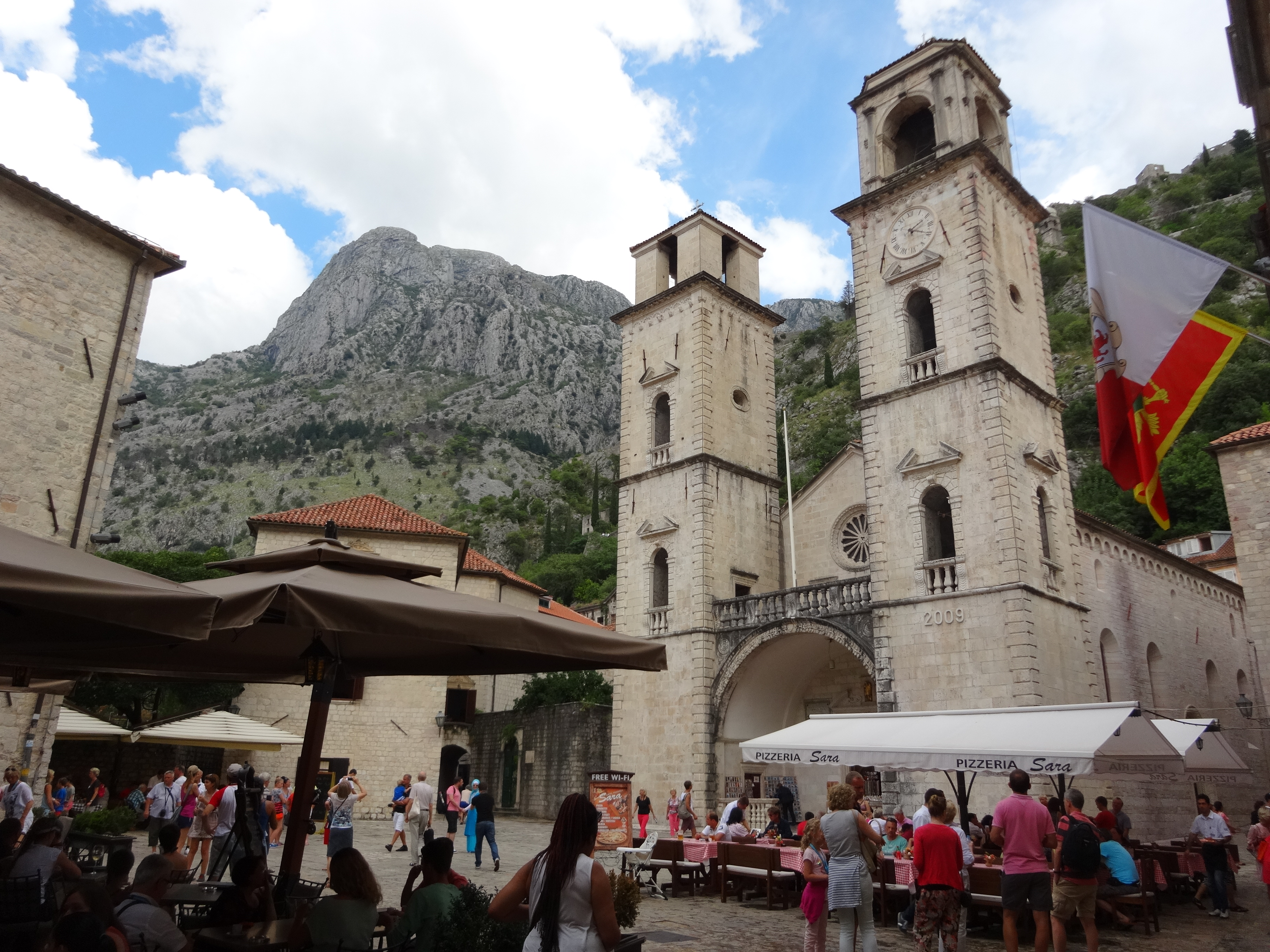
كاتدرائية سانت تريفون في كوتور

معظم الكاثوليك هم من العرق الألباني والكرواتي وكذلك بعضهم مونتينيغريون. في بعض البلديات التي يشكل فيها الألبان أغلبية مثل بلدية توزي، الألبان هم من أتباع المسيحية الكاثوليكية. الكاثوليكية موجودة أيضا في بوكا كوتورسكا، حيث توجد جالية كبيرة من الكروات.

## الإسلام

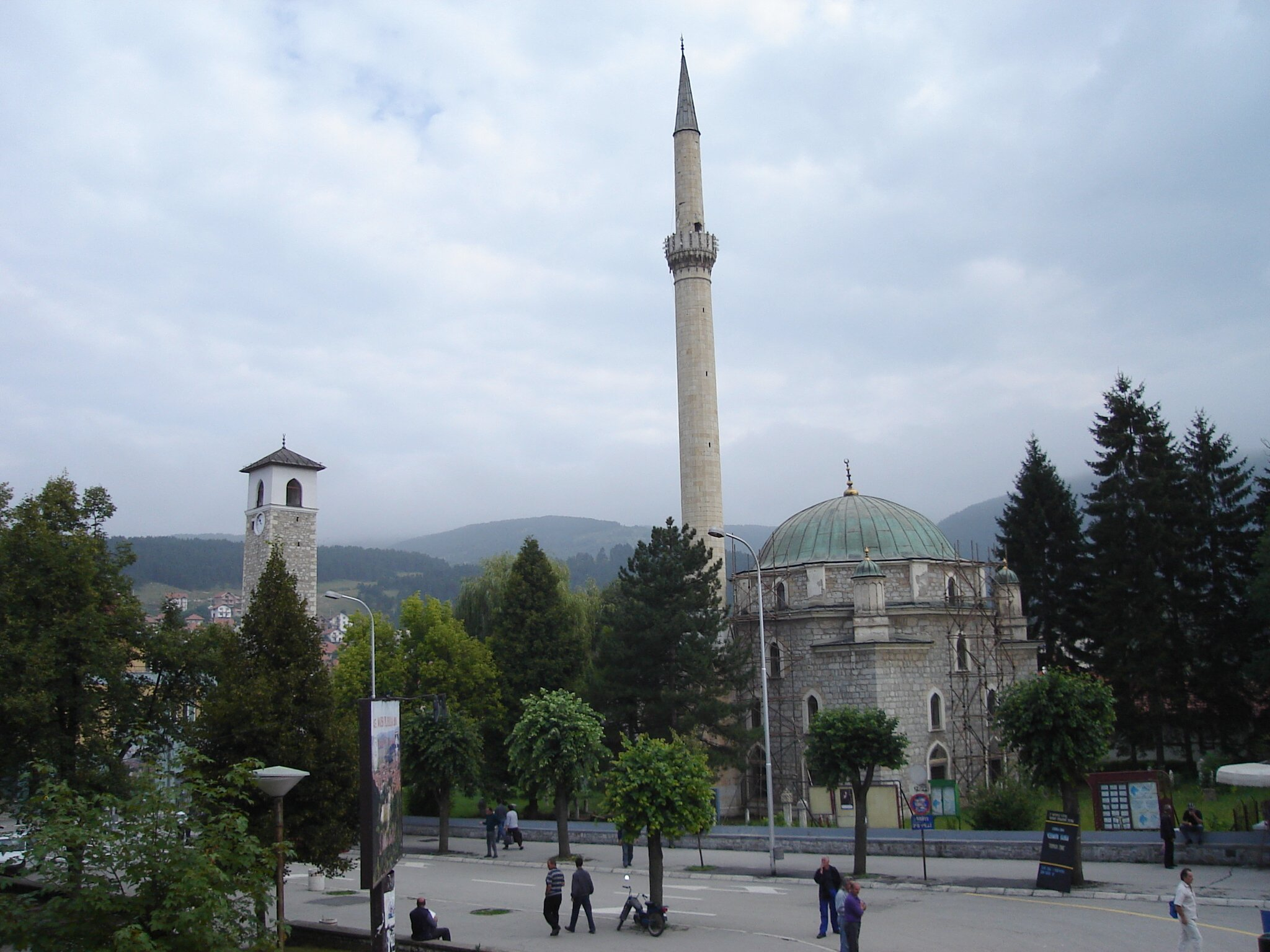
مسجد حسين باشا في بليفليا

يشكل المسلمون أكبر أقلية دينية في البلاد، حيث يبلغ عددهم 118,477 نسمة أي نسبة 19.11٪ من إجمالي السكان.
ينقسم المسلمون في الجبل الأسود إلى مجموعتين رئيسيتين، ومجموعات فرعية أخرى :
- السلاف المسلمون
  - البوشناق المسلمون الناطقون باللغة البوسنية.
  - المسلمون المونتنيغريون الناطقون باللغة المونتنيغرية.
  - السلاف المسلمون الآخرون (المسلمون حسب الجنسية)، بما في ذلك من هم من عرقية الغوراني.
- المسلمون الألبان
  - المسلمين من أصل ألباني الناطقين باللغة الألبانية.

الإسلام هو الدين السائد في البلديات الشمالية الشرقية، التي تشكل جزءا من منطقة سانجاك الجغرافية، وفي البلديات التي يشكل فيها الألبان الأغلبية. الإسلام هو دين الأغلبية في روزاي، بلاف، غوسني، أولسيني وبيتنيتسا.

## اليهودية
في فبراير 2012، وقع رئيس وزراء الجبل الأسود إيغور لوكشيتش اتفاقية مع الجالية اليهودية في الجبل الأسود لمنح الاعتراف الرسمي لليهود كأقلية في الجبل الأسود. أسست الاتفاقية أيضا لاعتبار اليهودية الديانة الرسمية الرابعة في البلاد، بعد كل منالمسيحية الارثوذكسية المسيحية الكاثوليكية و والإسلام.

## الإلحاد
غالبية سكان الجبل الأسود، 98.69 ٪، أعلنوا أنهم أتباع ديانة ما، على الرغم من أن التقيد بدينهم المعلن قد يختلف على نطاق واسع. في الإحصاء السكاني لعام 2011، شكل الملحدون الذين لم يعلنوا اعتناقهم لأي دين، حوالي 1.24٪ من مجموع السكان، ونسبة اللاأدريين 0.07٪. نسبة التدين الأقل في البلاد هي في كل من منطقة خليج كوتور والعاصمة بودغوريتشا. في بعض البلديات، أكثر من نصف السكان لم يصرحوا بتوجههم الديني.

## الحرية الدينية
تضمن قوانين الجبل الأسود حرية الدين وتحظر عدة أشكال من التمييز الديني، فضلا عن إثبات أنه لا يوجد أي دين للدولة في الجبل الأسود. توفر الحكومة بعض التمويل للجماعات الدينية. وفقا لاستطلاع عام أجراه 2017 مجلس أوروبا بالتعاون مع مكتب أمين ديوان المظالم في الجبل الأسود، أفاد 45٪ من المجيبين أنهم تعرضوا للتمييز الديني.